# Josef Leu (Politiker, 1800)

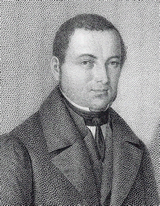
Josef Leu

Josef Leu (* 1. Juli 1800 im Weiler Unter-Ebersol in der Gemeinde Hohenrain; † 20. Juli 1845 ebenda), dessen Name häufig mit der Herkunftsbezeichnung von Ebersol genannt wird, war ein Schweizer Politiker im Kanton Luzern.

## Biografie
Leu war ein konservativer Katholik und stand unter dem Einfluss des frommen Bauern und charismatischen Heilers Niklaus Wolf von Rippertschwand. Seit 1839 forderte er die Berufung der Jesuiten an die Höhere Lehranstalt von Luzern. Als diese 1844 zustande kam, war das der Anlass für die Freischarenzüge.
Unter Führung von Leu wurde am 5. November 1840 im Gasthaus Rössli die Ruswiler Erklärung verfasst und wenig später am selben Ort der Ruswiler Verein gegründet, aus dem sich die Schweizerische Konservative Volkspartei entwickelte, die spätere Christlichdemokratische Volkspartei CVP, welche wiederum in der Partei Die Mitte aufgegangen ist.
Das politische Klima im Vorfeld des Sonderbundskrieges war äusserst angespannt. In der Nacht vom 19. auf den 20. Juli 1845 um 0:15 Uhr wurde Leu durch den radikalen Bauern Jakob Müller in seinem Bett schlafend mit einem Schuss ins Herz ermordet.
Leus Tochter Marie Leu von Ebersol heiratete den Surseer Politiker und Grossbauern Franz Xaver Beck.